# Водноелектрическа каскада
Водноелектрическата каскада, само каскада или хидроенергийна каскада/комплекс, е каскада от няколко язовира и водноелектрически централи, разположени последователно на река.

## Преимущества
Каскадата има следните преимущества по сравнение с голяма водноелектрическа централа (със същата мощност):
- няколко последователни язовира наводняват значително по-малка площ, отколкото гигантски язовир;
- изграждането на гигантска язовирна стена, способна да издържа напор на огромна маса вода, изисква много по-големи разходи;
- подобрява възможностите за изменение на общата мощност на нейните ВЕЦ.

## Каскади
Най-голяма в света по мощност е проектираната каскада на р. Яндзъ в Китай, с обща мощност над 64 гигавата. Тя включва най-мощната в света ВЕЦ „Три клисури“, пусната на 4 юли 2012 г.
Някои от големите каскади по света са:
- „Проект Залив Джеймс“ (Projet de la Baie-James), провинция Квебек, Канада – 16 гигавата
- Волжко-Камска каскада, Русия – 12,9 гигавата
- Енисейска каскада, Русия – 12,7 гигавата
- Ангарска каскада, Русия – 12 гигавата
- Вахшка каскада, Таджикистан – 4,6 гигавата
- Днепровска каскада, Украйна – 3,9 гигавата
- „Инга“, ДР Конго – 1,8 гигавата
- Сулакска каскада, Дагестан, Русия – 1,3 гигавата
- Чирчик-Бозсуйска каскада, Узбекистан – 1,2 гигавата
- Днестровска каскада, Молдова – 1,1 гигавата
- Вилюйска каскада, Якутия, Русия – 1 гигават

В България известни каскади са:
- „Доспат-Въча“ – 787 мегавата
- „Арда“ – 326 мегавата
- Баташки водносилов път – 226 мегавата
- „Петрохан“ – 16,8 мегавата
- „Белмекен-Сестримо-Чаира“
- Проект „Среден Искър“